# Église Saint-Laurent de Worms-Leiselheim
L'église Saint-Laurent (Laurentiuskirche) à Worms-Leiselheim est une église catholique consacrée à Saint-Laurent de Rome. La construction dans le Heimatschutzstil date de 1933/34 et est classée monument historique.

## Histoire
L'église actuelle est une construction qui remplace une église de la fin du XIVe siècle. Avec la Réforme protestante, l'église est devenue la propriété conjointe des catholiques et des réformées, donc elle était une Église simultanée. Parmi les propriétaires il y avait des conflits répétés sur l'utilisation de l’Église. La transition du gouvernement local du Palatinat électoral à la principauté épiscopale de Worms et la levée du simultaneum au Palatinat dans les années 1706 et 1707, l'église est devenue la possession exclusive de la communauté catholique par tirage au sort. Ce résultat a provoqué une grande surprise puisque, à l'époque, de 63 familles dans Leiselheim seulement 3 appartenaient à la foi catholique. Le dernier prêtre catholique de Leiselheim a fui quand la rive droite du Rhin était occupée après 1794 à la suite de la Révolution française. En conséquence, la paroisse a été  unie avec la communauté de Worms-Pfeddersheim et le presbytère était vendu. L'église se délabrait et a été démolie en 1831.
Depuis la fin du XIXe siècle, la population à Leiselheim a augmenté et donc aussi le nombre des catholiques, car les villages voisins de Worms-Hochheim et Worms-Pfiffligheim étaient nettement mieux connectés à la ville de Worms par la gare de Pfiffligheim et le tramway de Worms, qui a également affecté Leiselheim. Ainsi, une église pour les catholiques de Leiselheim était nécessaire. Ils ont demandé l’architecte Preis de Mayence avec la conception de l'église, inaugurée en 1934. Dix ans plus tard, la paroisse de Leiselheim est devenue dépendante de Worms-Hochheim.

## Description
Le bâtiment de l'église, dirigé vers l’est, est une salle historicisante avec la construction d’une tour à l'angle nord-ouest. La façade ouest du portail Est encadrée par des éléments en grès aux angles du bâtiment, une statue de Saint-Laurent, et une tracerie gothique. La côté est de la salle paroissiale continue avec un chœur de ligne droite. L'intérieur est partiellement originaire, comme les bancs, l’autel, l'ambon et le tabernacle.